# Mue
Mue je v pořadí 6. studiové album francouzské umělkyně Émilie Simon. Album je složeno z jedenácti skladeb, po předchozích dvou albech textovaných převážně v angličtině (The Big Machine a Franky Knight) se Émilie vrací k francouzštině.

## Seznam skladeb
1. Paris j’ai pris perpète – 3:54
2. Menteur – 4:03
3. Encre – 3:36
4. The Eye of the Moon – 3:54
5. Quand vient le jour – 3:12
6. Les Étoiles de Paris – 3:44
7. Des larmes – 3:56
8. Le Diamant – 3:43
9. Perdue dans tes bras – 4:18
10. Les Amoureux de minuit – 3:11
11. Wicked Games (napsal Chris Isaak) – 3:58

## Singly
- Menteur